# Two Men in Town
Two Men in Town (Brasil: Dois Homens Contra Uma Cidade ) é um filme de drama franco-estadunidense de 2014 dirigido por Rachid Bouchareb. O elenco inclui Forest Whitaker, Harvey Keitel, Ellen Burstyn e Luis Guzmán e é um remake de um filme com o mesmo nome lançado em 1973.
A estreia ocorreu no 64° Festival Internacional de Berlim.

## Sinopse
William Garnett (Forest Whitaker) recebe liberdade condicional após 18 anos preso por ter matado um assistente do xerife. Convertido ao islamismo, ele quer mudar de vida e mostrar para sua agente da condicional Emily Smith (Brenda Blethyn), que pode viver em sociedade novamente, mas o xerife Bill Agati (Harvey Keitel) e seu antigo parceiro de crimes Terence (Luis Guzmán), irão persegui-lo por toda a cidade.

## Elenco
- Forest Whitaker como William Garnett
- Harvey Keitel como Bill Agati
- Ellen Burstyn como Garnett's mother
- Luis Guzmán como Terence
- Brenda Blethyn como Emily Smith
- Dolores Heredia como Teresa Flores
- Tim Guinee como Rod
- Sarah Minnich como Reporter
- Matthew Page como guarda da prisão
- Stan Carp como Richard Wayne

## Produção

### Filmagens
As filmagens do longa tiveram início em abril de 2013 no Novo México.